# Резолюция ES-11/3 на Общото събрание на ООН
Резолюция ES‑11/3 на Общото събрание на ООН е резолюция от единадесетата извънредна специална сесия на Общото събрание на ООН, приета на 7 април 2022 г. Резолюцията замразява членството на Русия в Съвета на ООН по правата на човека, поради „сериозна загриженост при продължаващата криза с правата на човека и хуманитарната криза в Украйна [...], включително груби и систематични нарушения и злоупотреби с правата на човека", извършени от Русия, и е приета с 93 гласа "за", 24 "против" и 58 "въздържал се".

## Гласуване
На 7 април 2022 г. Общото събрание на ООН, което изисква мнозинство от две трети, приема резолюцията с 93 гласа „за“ и 24 държави, гласуващи „против“. 58 държави се въздържат. Тъй като членството на Русия е валидно до 2023 г., руската делегация обявява, че е напуснала Съвета по правата на човека по-рано същия ден в очакване на гласуването.
| Глас         | Брой | Държави | % от гласовете | % от общите членки на ООН |
| ------------ | ---- | --- | -------------- | ------------------------- |
| За           | 93   | Албания, Андора, Антигуа и Барбуда, Аржентина, Австралия, Австрия, Бахамски острови, Белгия, Босна и Херцеговина, България, Канада, Чад, Чили, Колумбия, Коморски острови, Коста Рика, Кот д'Ивоар, Хърватия, Кипър, Чехия, Демократична република Конго, Дания, Доминика, Доминиканска република, Еквадор, Естония, Фиджи, Финландия, Франция, Грузия, Германия, Гърция, Гренада, Гватемала, Хаити, Хондурас, Унгария, Испания, Исландия, Ирландия, Израел, Италия, Ямайка, Япония, Кирибати, Латвия, Либерия, Либия, Лихтенщайн, Литва, Люксембург, Малави, Малта, Маршалови острови, Мавриций, Микронезия, Молдова, Монако, Черна гора, Мианмар, Науру, Нидерландия, Нова Зеландия, Северна Македония, Норвегия, Палау, Панама, Папуа Нова Гвинея, Парагвай, Перу, Филипините, Полша, Португалия, Република Корея, Румъния, Сейнт Лусия, Самоа, Сан Марино, Сърбия, Сейшелски острови, Сиера Леоне, Словакия, Словения, Швеция, Швейцария, Източен Тимор, Тонга, Турция, Тувалу, Украйна, Обединено кралство, САЩ, Уругвай | 79.49%         | 48.19%                    |
| Против       | 24   | Алжир, Беларус, Боливия, Бурунди, Централноафриканска република, Китай, Република Конго, Куба, Еритрея, Етиопия, Габон, Иран, Казахстан, Киргизстан, Лаос, Мали, Никарагуа, Северна Корея, Русия, Сирия, Таджикистан, Узбекистан, Виетнам, Зимбабве | 20.51%         | 12.44%                    |
| Въздържам се | 58   | Ангола, Бахрейн, Бангладеш, Барбадос, Белиз, Бутан, Ботсвана, Бразилия, Бруней, Кабо Верде, Камбоджа, Камерун, Египет, Ел Салвадор, Есватини, Гамбия, Гана, Гвинея-Бисау, Гвиана, Индия, Индонезия, Ирак, Йордания, Кения, Кувейт, Лесото, Мадагаскар, Малайзия, Малдиви, Мексико, Монголия, Мозамбик, Намибия, Непал, Нигер, Нигерия, Оман, Пакистан, Катар, Сейнт Китс и Невис, Сейнт Винсент и Гренадини, Саудитска Арабия, Сенегал, Сингапур, Южна Африка, Южен Судан, Шри Ланка, Судан, Суринам, Танзания, Тайланд, Того, Тринидад и Тобаго, Тунис, Уганда, Обединени арабски емирства, Вануату, Йемен | –              | 30.05%                    |
| Отсъстващи   | 18   | Афганистан, Армения, Азербайджан, Бенин, Буркина Фасо, Джибути, Екваториална Гвинея, Гвинея, Ливан, Мавритания, Мароко, Руанда, Сао Томе и Принсипи, Соломонови острови, Сомалия, Туркменистан, Венецуела, Замбия | –              | 9.33%                     |
| Общо         | 193  | – | 100%           | 100%                      |